# Magallat Kulliyat al-Adab bi-l-Gamiʿa al-Misriya
Die ägyptische Zeitschrift  Maǧallat Kullīyat al-Ādāb bi-l-Ǧāmiʿa al-Miṣrīya (arabisch مجلة كلية الآداب بالجامعة المصرية, DMG Maǧallat Kullīyat al-Ādāb bi-l-Ǧāmiʿa al-Miṣrīya, englisch Bulletin of the Faculty of Arts of the University of Egypt, deutsch Bulletin der Philosophischen Fakultät der Universität von Ägypten) der Universität Kairo, ehemals Ägyptische Universität bzw. später Universität Fu'āds I., erschien zwischen 1933 und 1942. Halbjährlich wurden in sechs Jahrgängen insgesamt zehn Ausgaben herausgegeben.
Das Besondere dieser Zeitschrift war die Unterteilung in einen arabischen und einen europäischen Teil und somit die Veröffentlichung von arabisch-, englisch- und französischsprachigen Artikeln. Inhaltlich lag der Fokus einerseits auf historischen Ereignissen, zahlreichen Übersetzungen, der Untersuchung arabischer Gelehrter und ihren Schriften, Philosophie, Poesie sowie alte Sprachen. Andererseits spezialisierte sich die Zeitschrift auf diverse Themen, die speziell Ägypten betrafen, wie Geschichte, Kultur und gesellschaftliche Entwicklung.
Nachdem das Erscheinen zwischen Mai 1937 und Mai 1941 eingestellt worden war, erschien 1942 noch eine letzte Ausgabe, bevor der Nachfolger unter neuem Namen, Magallat Kulliyat al-Adab bi-l-Gamiʿat Faruq al-Awwal, ab Mai 1943 nach Gründung der Universität Alexandria, ehemals Universität Farouks I., als Ableger der Universität Kairo weiter herausgegeben wurde.